# Yuta Watanabe
Yuta Watanabe (渡邊 雄 太, Watanabe Yūta, 13 de outubro de 1994) é um jogador japonês de basquete profissional que atualmente joga no Phoenix Suns da National Basketball Association (NBA).
Ele foi o primeiro estudante-atleta nascido no Japão a ter uma bolsa de estudos numa universidade da Divisão I da NCAA. Ele jogou basquete universitário na Universidade George Washington.
Ele também representou o Japão internacionalmente e ajudou a equipe a ganhar a medalha de bronze no Campeonato Asiático de 2013.

## Carreira no ensino médio
Watanabe estudou na Jinsei Gakuen High School em Kagawa. Ele liderou o time de basquete até o segundo lugar do Torneio de Basquete Escolar em seus dois anos finais. Enquanto estava em Jinsei Gakuen, Watanabe disse que seu objetivo de carreira era chegar à NCAA e, finalmente, ingressar na NBA.
No final de 2013, Watanabe viajou para os Estados Unidos e frequentou a Escola Preparatória St. Thomas More em Oakdale, Connecticut. Em sua única temporada de ensino médio fora de seu país natal, ele teve médias de 13 pontos e 6 rebotes. Ele ajudou a equipe a alcançar um recorde geral de 26-8 e uma passagem para a final do National Prep. Em 31 de janeiro de 2014, em sua primeira aparição no National Prep School Invitational, Watanabe somou 12 pontos contra a Suffield Academy. Contra a Canarias Basketball Academy da Espanha, em uma vitória de 70-61, ele contribuiu com 20 pontos e 6 rebotes.
Watanabe também foi rotulado como "The Chosen One (O Escolhido) pelo The Japan Times.

## Carreira universitária

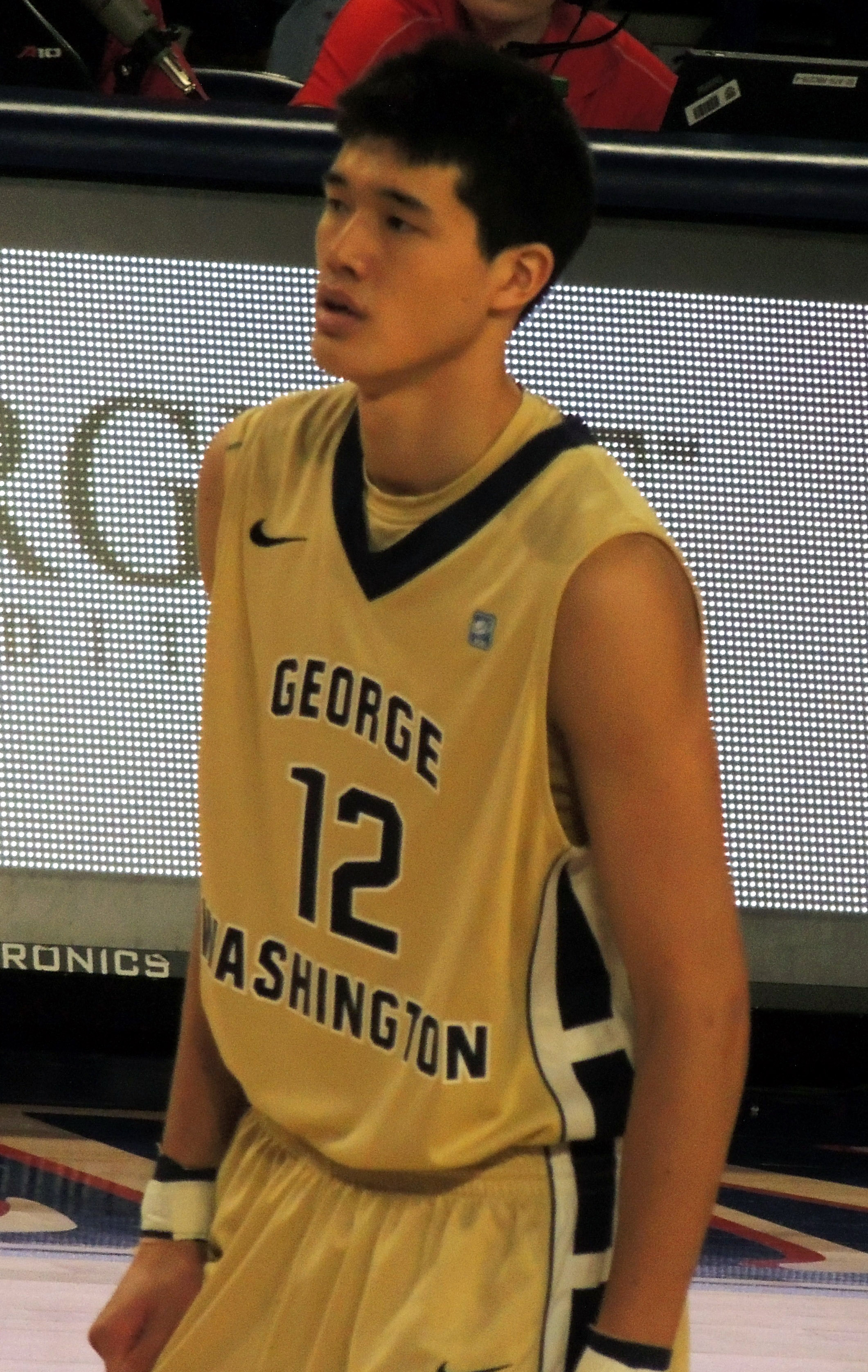
Watanabe jogando em George Washington

Depois de completar o ensino médio, Watanabe foi classificado como o 77ª melhor jogador pela ESPN Recruiting e recebeu uma classificação de três estrelas pelo Scout.com. 
Watanabe se comprometeu a jogar pela Universidade George Washington. Isso foi oficializado quando Watanabe postou a mensagem pelo Twitter: "Decidi ir para a Universidade George Washington. A universidade também tem um bom time de basquete. Tenho certeza de que terei momentos difíceis tanto no basquete quanto no acadêmico, mas vou dar o meu melhor".
Ele se tornou o primeiro japonês a receber uma bolsa de basquete da Divisão I da NCAA e foi apenas o quarto a jogar basquete universitário nesse nível. Sobre a carreira universitária de Watanabe, o japonês ex-jogador de basquete universitário, KJ Matsui, disse: "É bom para Nabe-chan (Watanabe) jogar em um time competitivo mas ele terá que lutar pelo tempo de jogo".
O fato de ele ser um jogador asiático assumindo um papel importante aumentou muito sua popularidade. O jogador meio chinês, Zach Chu, que jogou na Universidade de Richmond, disse: "Ver alguém de ascendência asiática jogar tão bem como ele é legal para o basquete universitário e muito legal para a comunidade asiática." O site de George Washington recebeu o segundo maior número de visualizações do Japão em termos de visualizações de página por país. Em muitas ocasiões, ele foi parabenizado pelo próprio campus da escola. Watanabe falou sobre sua fama e legado: "Os japoneses estão pensando que os americanos são maiores, mais altos e mais atléticos. Eles estão pensando que é mais difícil para os japoneses jogar na NCAA, mas estou jogando agora, então quero que outras pessoas venham para os Estados Unidos." Embora jogadores asiáticos como Matsui, Jeremy Lin e Yuki Togashi tivessem sido alvo de comentários racistas no passado, Watanabe ainda não recebera comentários raciais em seus primeiros anos nos Estados Unidos. No entanto, ele afirmou: "Se eles disseram algo racista, eu não me importo".
Em 14 de novembro de 2014, Watanabe fez sua estreia universitária e terminou o jogo com 8 pontos, 7 rebotes, 1 bloqueio, ajudando o time a registrar sua maior vitória desde 1999. Na derrota contra La Salle, Watanabe marcou dois dígitos pelo sexto jogo consecutivo. Em 7 de março, ele marcou 21 pontos, seu recorde da carreira, contra Massachusetts. Nessa temporada, ele foi eleito o Jogador Defensivo do Ano do Atlântico, tornando-se o primeiro jogador de George Washington a ganhar o prêmio.

## Carreira profissional

### Memphis Grizzlies (2018–2020)

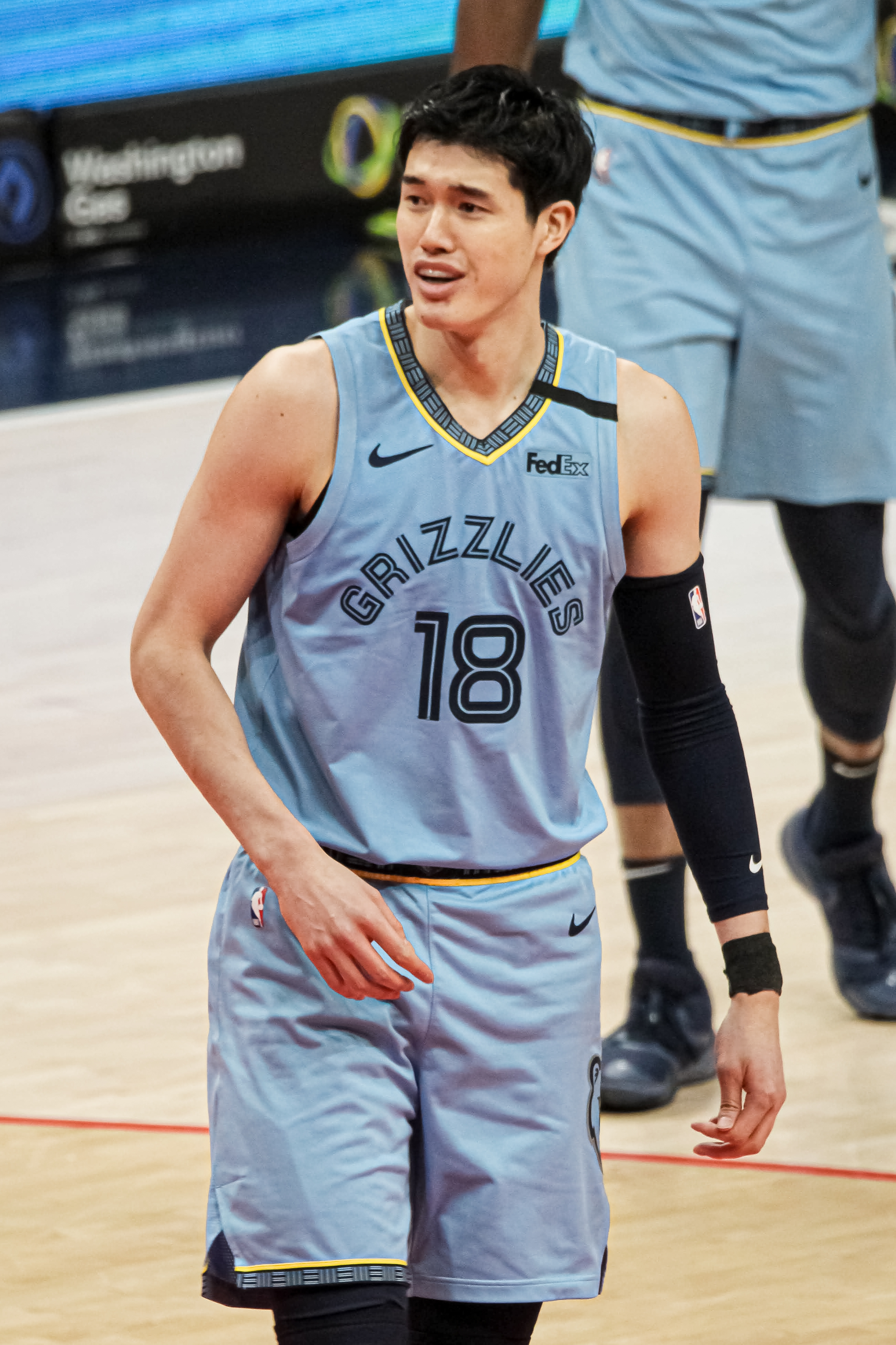
Watanabe nos Grizzlies em 2020

Depois de passar sem ser selecionado no Draft da NBA de 2018, Watanabe jogou pelo Brooklyn Nets na Summer League de 2018. Depois, ele assinou um contrato de mão dupla com o Memphis Grizzlies e seu afiliado da G-League, o Memphis Hustle.
Em 27 de outubro de 2018, Watanabe fez sua estreia na NBA, registrando dois pontos e dois rebotes na vitória por 117-96 sobre o Phoenix Suns. Ele se tornou o segundo jogador japonês a jogar na NBA depois de Yuta Tabuse, que estreou com os Suns em 2004. Embora ele tenha passado a maior parte da temporada na G-League, o Memphis Grizzlies ficou em terceiro lugar atrás do Los Angeles Lakers e do Golden State Warriors em mercadorias vendidas no Japão devido à presença de Watanabe.
Na G-League, Watanabe foi titular em 32 de 33 jogos e teve médias de 14,2 pontos, 7,2 rebotes, 2,6 assistências e 1,1 bloqueios em 33,9 minutos.
Watanabe dividiu seu tempo jogando pelos Grizzlies e Hustle na temporada. Em 14 dezembro de 2019, ele e Rui Hachimura do Washington Wizards se tornaram a primeira dupla de jogadores japoneses a dividir a quadra na NBA. . Em 4 de janeiro de 2020, Watanabe registrou 28 pontos, sete rebotes, quatro bloqueios, duas assistências e dois roubos de bola na vitória por 130–127 s
Na G-League, Watanabe foi titular em todos os 22 jogos e teve médias de 17,2 pontos, 6,0 rebotes, 1,9 assistências, 1,0 roubo de bola e 1,0 bloqueio em 32,7 minutos.

### Toronto Raptors (2020–2022)
Em 27 de novembro de 2020, Watanabe assinou um contrato de 10 dias com o Toronto Raptors. Em 19 de dezembro, seu acordo foi convertido em um contrato de duas vias. Em 31 de dezembro, Watanabe estreou pelos Raptors e registrou quatro rebotes, uma assistência, um bloqueio e um roubo de bola em nove minutos na vitória por 100-83 sobre o New York Knicks. Em 29 de janeiro de 2021, ele registrou 12 pontos, o recorde da carreira, seis rebotes, duas assistências e dois roubos de bola em uma derrota para o Sacramento Kings por 126-124.
Em 9 de fevereiro, Watanabe sofreu uma lesão no tornozelo esquerdo durante um treino. Depois de perder quatro jogos, ele voltou à ação em 18 de fevereiro, registrando dois rebotes e um bloqueio em seis minutos de jogo na vitória por 110-96 sobre o Milwaukee Bucks. Em 4 de março, Watanabe fez sua primeira partida como titular contra o Detroit Pistons. Ele não marcou pontos mas pegou quatro rebotes em 11 minutos de ação.
Em 10 de abril de 2021, Watanabe marcou 14 pontos, cinco rebotes, uma assistência e um roubo de bola em 23 minutos de ação na vitória por 135-115 sobre o Cleveland Cavaliers. Em 16 de abril, ele marcou 21 pontos, seis rebotes, duas assistências e um bloqueio por 26 minutos em uma vitória por 113-102 sobre o Orlando Magic.
Em 19 de abril, os Raptors anunciaram que haviam convertido o acordo de duas vias de Watanabe em um contrato padrão. Apesar de ser um jogador de duas vias, Watanabe nunca jogou na G-League com o Raptors 905.
Devido a uma entorse na panturrilha esquerda, Watanabe perdeu os primeiros 18 jogos da Temporada de 2021-22. Ele voltou em 24 de novembro de 2021, marcando três pontos e dois bloqueios em 14 minutos de jogo contra o Memphis Grizzlies.
Em 14 de dezembro, Watanabe registrou seu primeiro duplo-duplo da carreira com 12 pontos e 11 rebotes na vitória por 124-101 sobre o Sacramento Kings. Em 26 de dezembro, ele registrou seu segundo duplo-duplo com 26 pontos e 13 rebotes em uma derrota por 144-99 para o Cleveland Cavaliers.

### Brooklyn Nets (2022–Presente)
Em 28 de agosto de 2022, Watanabe assinou com o Brooklyn Nets.

## Carreira na seleção

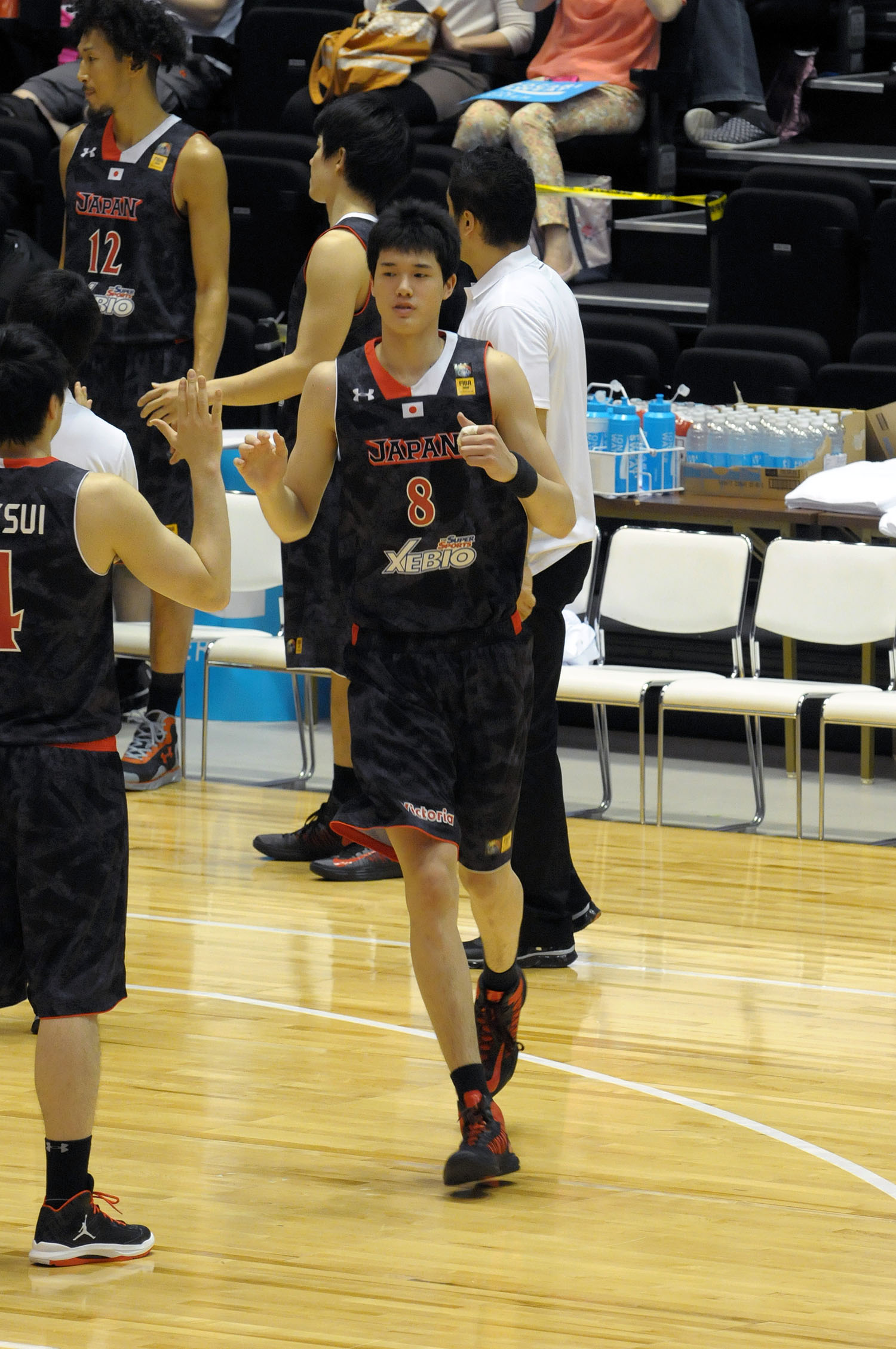
Watanabe com a seleção japonesa

O técnico da Seleção Japonesa, Kimikazu Suzuki, supervisionou anteriormente Watanabe nos acampamentos, dizendo na época: "Ele ainda não é bom o suficiente para estar neste time, mas no final será o craque do Japão. Todos nós conhecemos suas capacidades e pretendemos ajudá-lo a se desenvolver."
Enquanto estudava na Jinsei Gakuen High School, Watanabe foi convocado por Suzuki para competir com a equipe nacional em 2013. Ele fez sua estreia no cenário internacional no Campeonato de Basquete da Ásia Oriental e também jogou no Campeonato Asiático de 2013. No evento, Watanabe teve médias de 5,3 pontos, 1,3 rebotes e 0,5 assistências em quatro jogos disputados. Ele ajudou a equipe a terminar em nono lugar.
No Torneio de Qualificação Olímpico da FIBA de 2016, onde teve médias de 7,0 pontos, 4,0 rebotes e 1,0 assistências. Nas Eliminatórias Asiáticas para a Copa do Mundo da FIBA de 2019, Watanabe, que jogou apenas em dois dos 12 jogos, registrou médias de 17,5 pontos, 3,0 rebotes, 1,5 roubos de bola e 1,5 bloqueios. Na Copa do Mundo de 2019. ele jogou em todos os cinco jogos e teve médias de 15,6 pontos, 5,6 rebotes e 1,6 assistências.

## Perfil do jogador

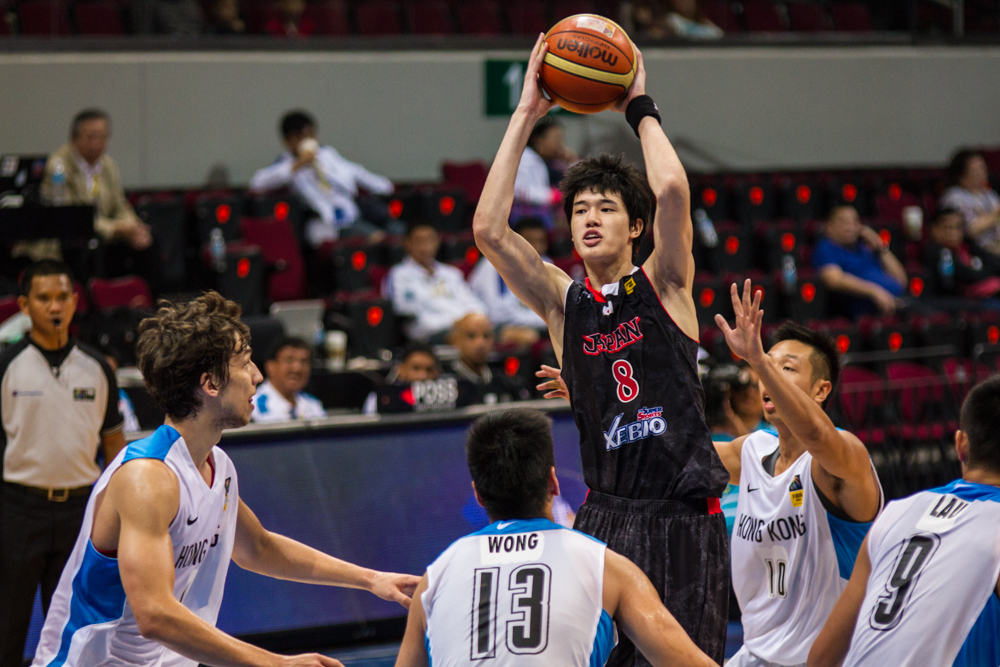
Watanabe contra Hong Kong em 2013

Watanabe sempre foi elogiado por seu tamanho, sendo sua altura de 2,03 metros. Ele é mais alto do que qualquer jogador de basquete nascido no Japão que competiu na Divisão I da NCAA. Watanabe foi considerado o jovem jogador japonês mais alto a ser visto em mais de uma década depois de começar a frequentar a George Washington University. No passado, Watanabe foi comparado ao ex-jogador croata, Toni Kukoč, que era conhecido por sua versatilidade. Ele foi criticado por sua falta de peso e músculos. O treinador principal de George Washington, Mike Lonergan, disse que esperava que ele tivesse mais de 90 quilos no início de sua segunda temporada. KJ Matsui também comentou sobre sua estrutura, dizendo: "Se ele colocar mais músculos e ficar grande, ele será imparável."

## Estatísticas da carreira

### NBA

#### Temporada regular
| Ano      | Equipe   | PJ  | PT | MPJ  | AP   | 3P   | LL   | RT  | AS | BR | TO | PPJ |
| -------- | -------- | --- | -- | ---- | ---- | ---- | ---- | --- | -- | -- | -- | --- |
| 2018–19  | Memphis  | 15  | 0  | 11.6 | .294 | .125 | .700 | 2.1 | .5 | .3 | .1 | 2.6 |
| 2019–20  | Memphis  | 18  | 0  | 5.8  | .441 | .375 | .375 | 1.1 | .3 | .3 | .1 | 2.0 |
| 2020–21  | Toronto  | 50  | 4  | 14.5 | .439 | .400 | .828 | 3.2 | .8 | .5 | .4 | 4.4 |
| 2021–22  | Toronto  | 38  | 4  | 11.7 | .406 | .342 | .600 | 2.4 | .6 | .3 | .4 | 4.3 |
| Carreira | Carreira | 121 | 8  | 10.8 | .395 | .310 | .625 | 2.2 | .5 | .3 | .2 | 3.3 |

#### Playoffs
| Ano  | Equipe  | PJ | PT | MPJ | AP   | 3P   | LL | RT | AS | BR | TO | PPJ |
| ---- | ------- | -- | -- | --- | ---- | ---- | -- | -- | -- | -- | -- | --- |
| 2022 | Toronto | 4  | 0  | 2.5 | .333 | .000 | —  | .0 | .0 | .0 | .0 | 1.0 |

### Universitário
| Ano      | Equipe            | PJ  | PT  | MPJ  | AP   | 3P   | LL   | RT  | AS  | BR  | TO  | PPJ  |
| -------- | ----------------- | --- | --- | ---- | ---- | ---- | ---- | --- | --- | --- | --- | ---- |
| 2014–15  | George Washington | 35  | 10  | 22.5 | .384 | .348 | .831 | 3.5 | .6  | .4  | .6  | 7.4  |
| 2015–16  | George Washington | 38  | 37  | 27.7 | .422 | .306 | .707 | 4.0 | 1.4 | .6  | 1.1 | 8.4  |
| 2016–17  | George Washington | 28  | 27  | 35.1 | .444 | .314 | .817 | 4.8 | 2.5 | 1.1 | 1.1 | 12.2 |
| 2017–18  | George Washington | 33  | 33  | 36.6 | .437 | .364 | .807 | 6.1 | 1.6 | .8  | 1.6 | 16.3 |
| Carreira | Carreira          | 134 | 107 | 30.4 | .421 | .332 | .790 | 4.6 | 1.5 | .7  | 1.1 | 11.0 |

Fonte:

## Vida pessoal
Watanabe nasceu em 13 de outubro de 1994, em Yokohama, e cresceu em Kagawa. A família de Watanabe tem uma rica história no basquete. Sua mãe, Kumi, jogou pelo Chanson V-Magic e pela seleção feminina do Japão. Seu pai jogou pelo Kumagai Gumi Bruins a nível profissional. A irmã de Watanabe, Yuki, jogou no Aisin AW Wings. Durante sua infância, o jogador favorito de Watanabe da NBA era Kobe Bryant, do Los Angeles Lakers, que também é seu time de basquete favorito.